# Odón
Odón és un municipi d'Aragó situat al nord-est de la província de Terol i enquadrat a la comarca de Jiloca. El 2023 tenia 207 habitants.